# Dongeradeel
Dongeradeel (anhörenⓘ) (westfriesisch Dongeradiel) war eine Gemeinde in der niederländischen Provinz Friesland mit 23.836 Einwohnern (Stand: 30. September 2018). Seit 2019 ist sie Teil der Gemeinde Noardeast-Fryslân.
Dongeradeel befindet sich im Nordosten der Provinz Friesland.

## Geographie
Die Gemeinde liegt fern von Auto- und Eisenbahnen etwas entlegen im Norden der Provinz an der Wattenmeerküste. Der Abstand von Leeuwarden nach Holwerd (Fähre zur Wattenmeerinsel Ameland) beträgt ungefähr 25 Kilometer in nordöstlicher Richtung. Mit dem Auto fährt man von Dokkum nach Leeuwarden rund 26 Kilometer, weil beide Städte nicht durch eine direkte Straße verbunden sind. Vielmehr führt der Straßenverlauf noch an einzelnen Dörfern der Gemeinde vorbei.

### Orte
Der Verwaltungssitz der Gemeinde ist die Stadt Dokkum, die an der Südgrenze des Gemeindegebietes liegt. Außerdem ist Dokkum die nördlichste Stadt der Friese elf steden.
In der Gemeinde liegen von Holwerd im Nordwesten bis Anjum im Nordosten und Engwierum im Osten 27 Dörfer. Die meisten davon liegen auf einer Warft (Westfriesisch: terp). Fast alle diese Dörfer haben eine im Mittelalter erbaute Dorfkirche. Die 27 Dörfer der Gemeinde Dongeradeel sind:
Aalsum, Anjum, Bornwird, Brantgum, Eastrum, Engwierum, Foudgum, Hantum, Hantumeruitburen, Hantumhuizen, Hiaure, Holwerd, Ie, Jouswier, Lioessens, Metslawier, Paesens-Moddergat, Moarre, Nes, Niawier, Oosternijkerk, Oostmahorn, Raard, Ternaard, Waaxens, Wetsens, Wierum.

## Geschichte
→ Für die Stadt Dokkum siehe den Artikel Dokkum.
Der heilige Bonifatius wurde 754 bei (nicht: in) Dokkum von den damals noch heidnischen Friesen getötet. Deshalb ist Dokkum seit dem 20. Jahrhundert ein Wallfahrtsort.
Die meisten Orte entstanden im frühen Mittelalter als Bauernfamilien eine Warft, einen künstlichen Hügel, aufwarfen, um ihr Haus und ihren Hof vor Überschwemmungen des noch nicht eingedeichten Wattenmeers zu schützen. Als mehrere Bauernhöfe auf einer solchen „terp“ standen, konnten es sich die oft wohlhabenden Bauern leisten eine Kirche bauen zu lassen: ein Dorf war entstanden. Teilweise sind diese Kirchen aber auch auf Kosten eines Klosters in der Umgebung entstanden.
Ab etwa 1100 fing man auch an richtige Deiche zu bauen. Ein mit diesen Tätigkeiten betrautes Kloster, dessen Mönche Zisterzienser waren, stand u. a. bei Niawier. In dieser „Greidhoek“ (westfriesisch für: Wieseneck) gab es von alters her Rindviehzucht.
Im Jahr 1883 ertranken 83 Fischer aus Moddergat und Wierum in einem Sturm auf hoher See. Ein Denkmal erinnert in Moddergat noch an diese Katastrophe. Auch die Kirche von Wierum hat ein Mahnmal für „auf der See gebliebene“ Fischer.
Bei Holwerd steht ein Mahnmal für britische Flieger, die dort während des Zweiten Weltkrieges verunglückt sind.
Die Gemeinde Dongeradeel entstand 1984, als sich die ehemaligen Gemeinden Dokkum, Westdongeradeel und Oostdongeradeel zusammenschlossen. Umgangssprachlich wird das Gemeindegebiet auch heute noch oft mit der Mehrzahl de Dongeradelen bezeichnet.

## Wirtschaft
In Dokkum, welches das Versorgungszentrum der Gemeinde ist, finden sich viele Geschäfte und einige kleine Fabriken. Ansonsten wird in und um Dokkum von der Viehwirtschaft und dem dazugehörigen Kleingewerbe gelebt. Daneben zieht Dokkum auch mit seinem sehenswürdigen, historischen Stadtkern viele Touristen an. Ein weiterer Anziehungspunkt der Gemeinde bietet die Möglichkeit des Wassersporttourismus in den Fischerdörfern Holwerd, Wierum und Paesens-Moddergat.

## Sehenswürdigkeiten
- Die Wattenmeerküste: Strände gibt es nicht, aber von Holwerd aus kann man wattwandern und Bootsfahrten machen unter anderem zur Wattenmeerinsel Ameland.
- Das Fischerhäuschen Fiskerhûske in Moddergat an der Wattenmeerküste erlaubt Einblicke in das frühere Fischerleben. Dieses interessante Heimat- und Fischereimuseum ist in einigen malerischen Häuschen aus der Epoche 1790–1810 untergebracht.
- Die vogelreiche Wiesenlandschaft ist typisch niederländisch. Entlang der vielen kleinen Dörfer sind unter anderem bei Ee (geschütztes Dorfbild) mit seinen malerischen Kirchen zu sehen. Außerdem stehen in Anjum und Metslawier einige Windmühlen.
- In Hantum befindet sich ein exotischer Bau: eine Gruppe Buddhisten hat dort einen Stupa nach indischem Vorbild errichtet.

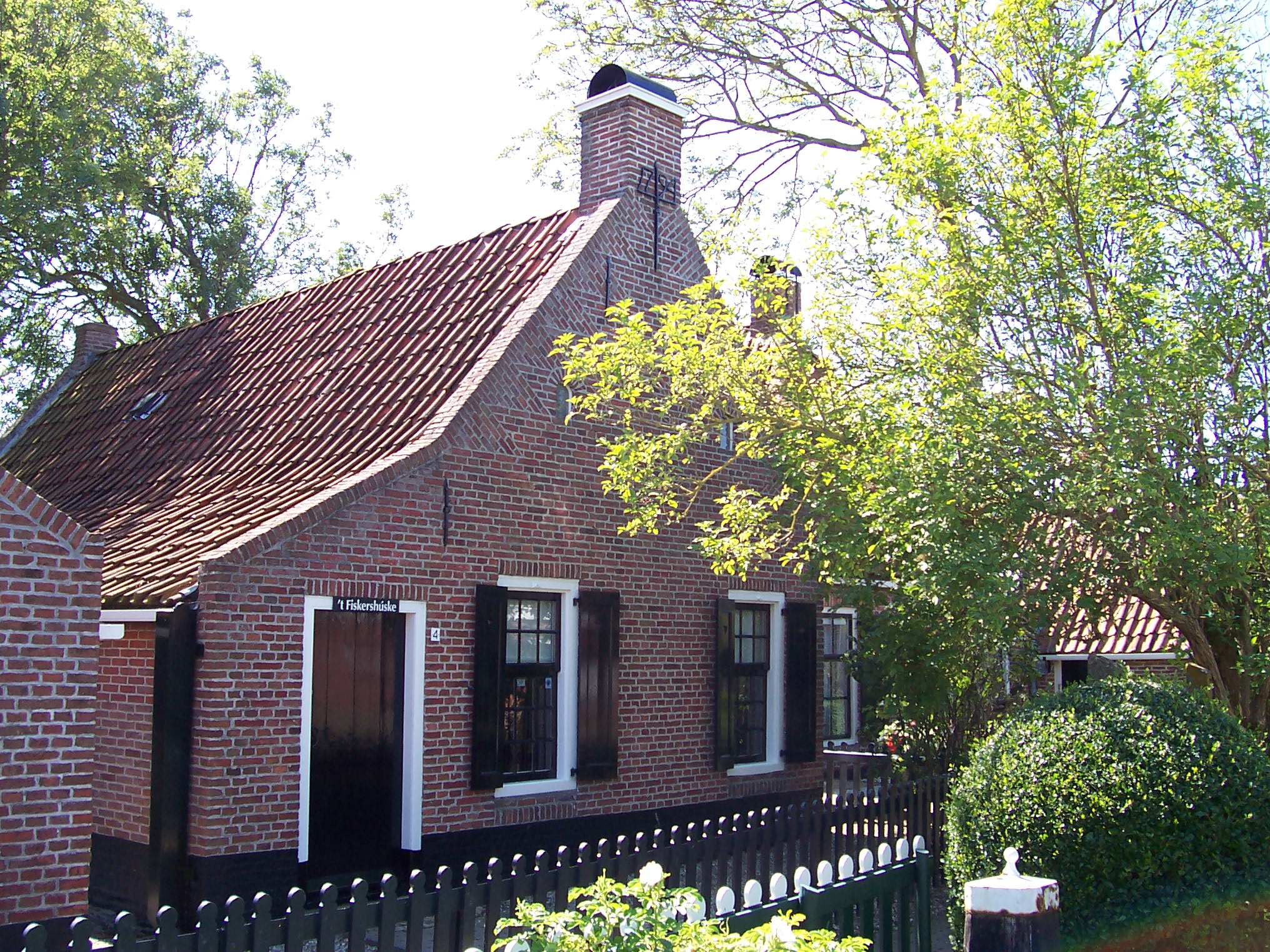
Moddergat, 't Fiskershúske
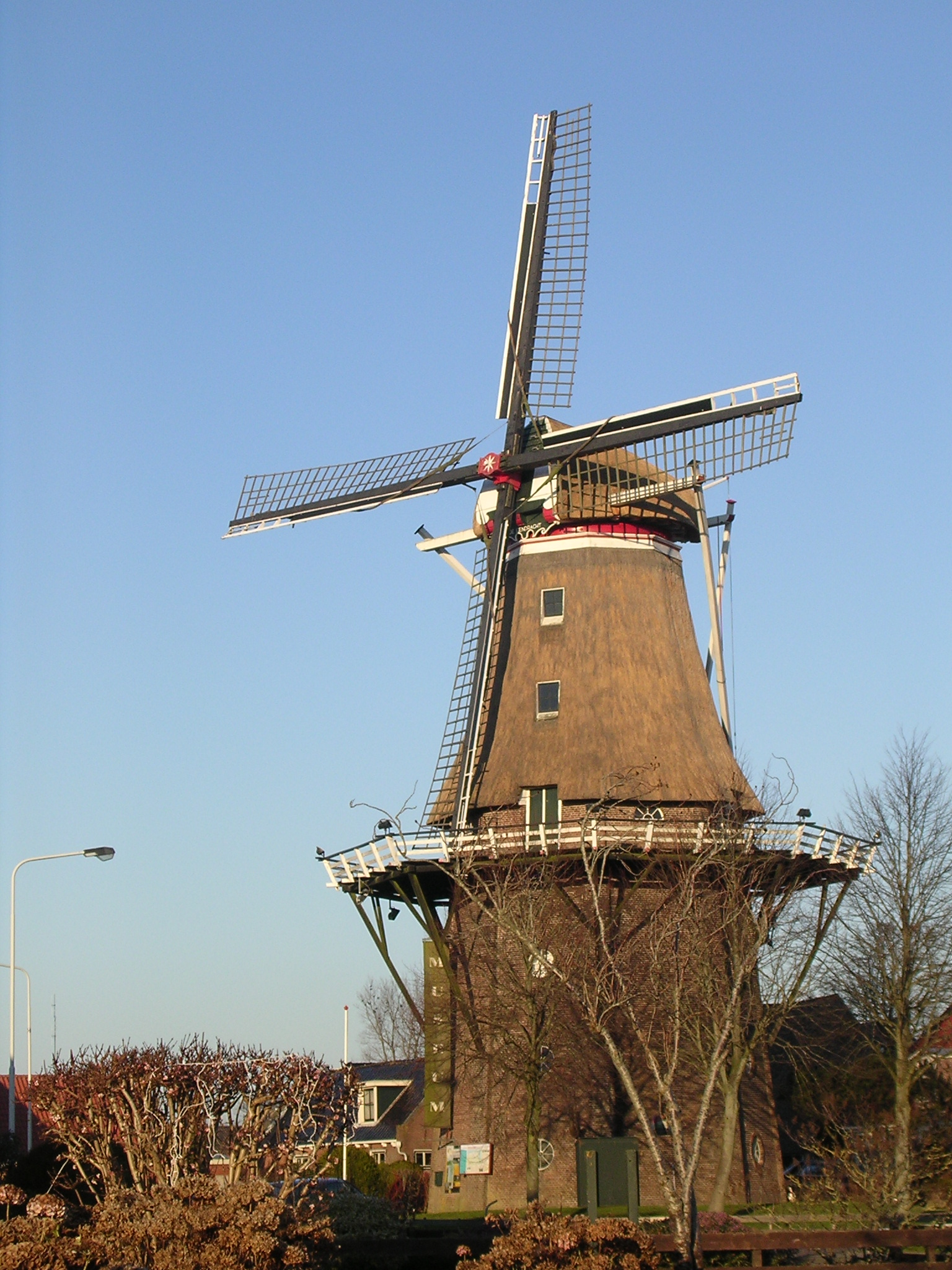
Windmühle in Anjum
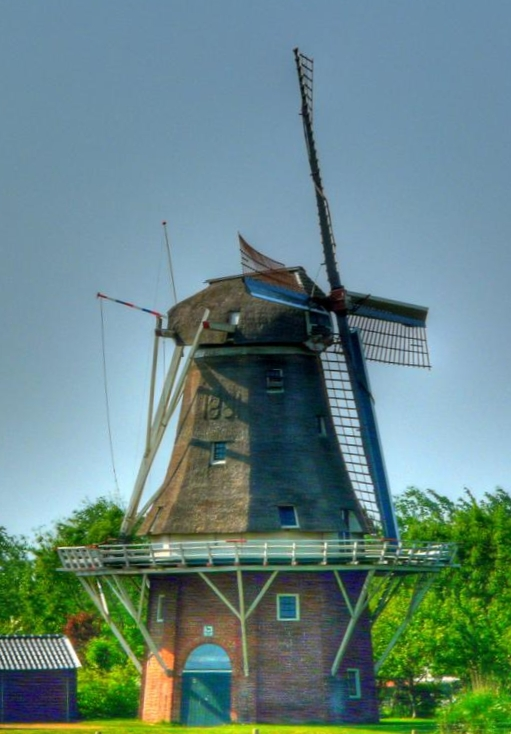
Windmühle De Hond in Paesens
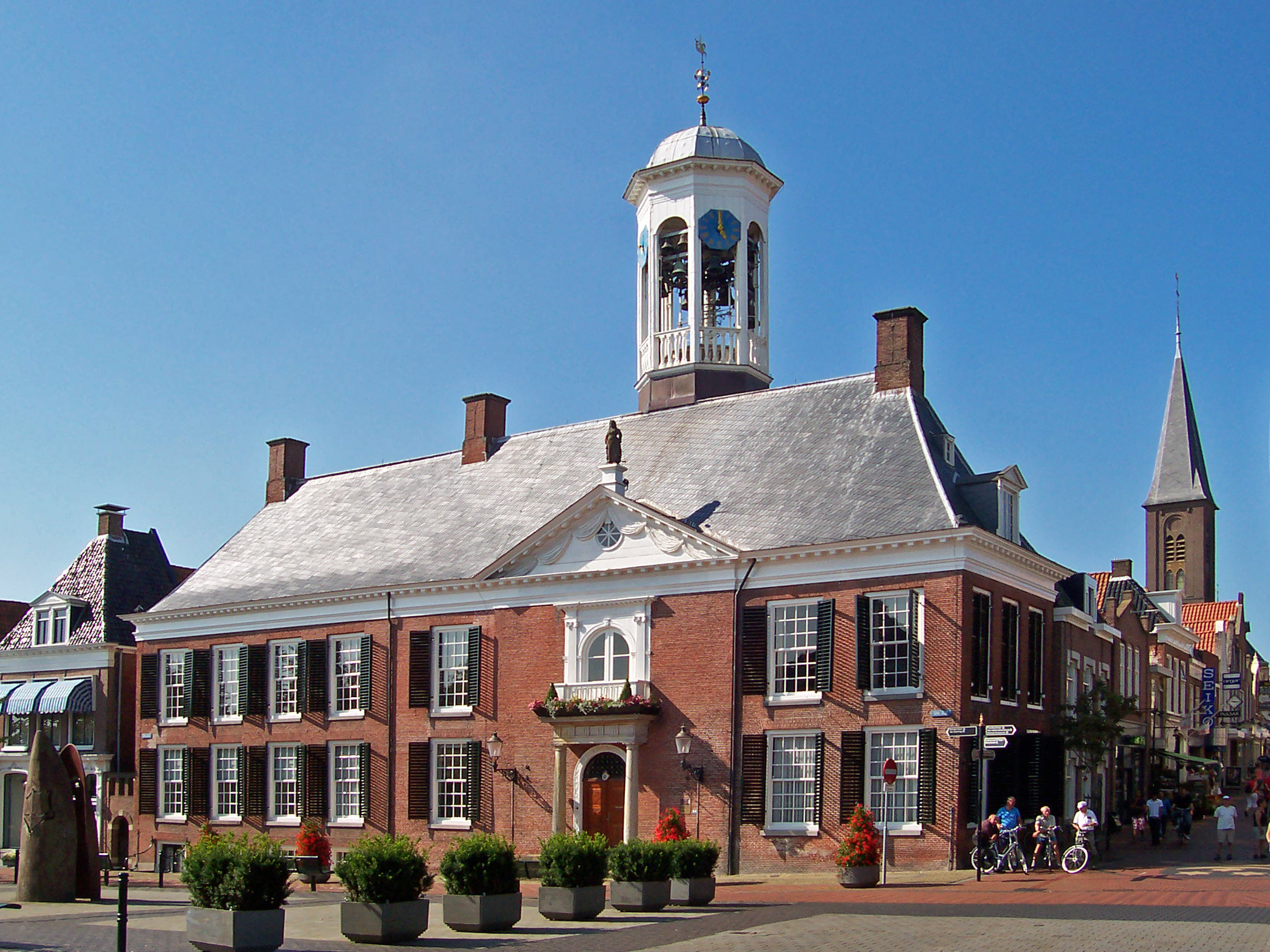
Stadhuis Dokkum

## Politik

### Fusion
Dongeradeel wurde zum 1. Januar 2019 mit Ferwerderadiel und Kollumerland en Nieuwkruisland zur neuen Gemeinde Noardeast-Fryslân zusammengeschlossen.

### Sitzverteilung im Gemeinderat
Die Kommunalwahlen vom 19. März 2014 ergaben folgende Sitzverteilung:
| Partei                      | Sitze | Sitze | Sitze | Sitze |
| Partei                      | 2002  | 2006  | 2010  | 2014  |
| --------------------------- | ----- | ----- | ----- | ----- |
| CDA                         | 9     | 7     | 7     | 6     |
| FNP                         | 2     | 4     | 4     | 5     |
| ChristenUnie                | 2     | 2     | 2     | 2     |
| Algemeen Belang Dongeradeel | 3     | 2     | 2     | 2     |
| Dongeradeel Sociaal         | —     | —     | —     | 2     |
| PvdA                        | 2     | 5     | 2     | 1     |
| VVD                         | 1     | 1     | 2     | 1     |
| Artikel50                   | —     | —     | —     | 0     |
| GroenLinks                  | —     | —     | 0     | —     |
| D66                         | 0     | —     | 0     | —     |
| Lijst De Haan               | 0     | 0     | —     | —     |
| Gesamt                      | 19    | 21    | 19    | 19    |

Aufgrund der Fusion zum 1. Januar 2019 fanden die Wahlen für den Rat der neuen Gemeinde Noardeast-Fryslân am 21. November 2018 statt.

### Bürgermeister
Vom 15. Januar 2009 bis zum Zeitpunkt der Gemeindeauflösung war Marga Waanders (PvdA) amtierende Bürgermeisterin der Gemeinde. Zu ihrem Kollegium zählten die Beigeordneten Pytsje de Graaf-van der Meer (FNP), Pieter Braaksma (Algemeen Belang Dongeradeel), Albert van der Ploeg (CDA), Esther Hanemaaijer (CDA) sowie der Gemeindesekretär Dirk Willems.

## Bekannte Einwohner
- Nienke van Hichtum, Pseudonym von Sjoukje Troelstra - Bokma de Boer, (* 1860 in Nes; † 1939 in Hilversum) Autorin von bekannten Kinderbüchern.
- Piet Paaltjens, Pseudonym von François Haverschmidt, (* 14. Februar 1835; † 19. Januar 1894 durch Selbstmord) dieser bekannte Dichter war lange Zeit Pfarrer in Foudgum, wo ihm ein Standbild errichtet wurde.
- Meindert DeJong (* 1906; † 1991), niederländisch-amerikanischer Kinderbuchautor.